# Bound for Glory 2009
Bound for Glory 2009 è stata la quinta edizione del pay-per-view prodotto dalla federazione Total Nonstop Action Wrestling (TNA). L'evento si è svolto il 18 ottobre 2009 presso il Bren Events Center di Irvine in California.

## Risultati
| #        | Risultati | Stipulazioni | Durata |
| -------- | --- | --- | ------ |
| Pre-show | The Motor City Machine Guns (Alex Shelley e Chris Sabin) hanno sconfitto Lethal Consequences (Consequences Creed e Jay Lethal) | Tag team match per entrare nel Ultimate X match per il titolo TNA X Division Championship                                          | 05:51  |
| 1        | Amazing Red (c) (con Don West) ha sconfitto Suicide, Daniels, Homicide, Chris Sabin e Alex Shelley | Ultimate X match per il titolo TNA X Division Championship                                                                         | 15:17  |
| 2        | Sarita e Taylor Wilde (c) hanno sconfitto The Beautiful People (Madison Rayne e Velvet Sky) | Tag team match per i titoli TNA Knockouts Tag Team Championship                                                                    | 02:58  |
| 3        | Eric Young ha sconfitto Kevin Nash (c) e Hernandez | Triple threat match per il titolo TNA Legends Championship                                                                         | 08:50  |
| 4        | The British Invasion (Brutus Magnus e Doug Williams) (precedenti IWGP e nuovi TNA) e Team 3D (Brother Devon e Brother Ray) (nuovi IWGP) hanno sconfitto The Main Event Mafia (Booker T e Scott Steiner) (precedenti TNA) e Beer Money, Inc. (James Storm e Robert Roode) | Full Metal Mayhem match per i titoli TNA World Tag Team Championship e IWGP Tag Team Championship                                  | 17:13  |
| 5        | ODB (c) ha sconfitto Awesome Kong (con Raisha Saeed) e Tara | Triple threat match per il titolo TNA Women's Knockout Championship                                                                | 07:29  |
| 6        | Bobby Lashley ha sconfitto Samoa Joe per TKO | Submission match | 08:07  |
| 7        | Abyss ha sconfitto Mick Foley | Monster's Ball match con Dr. Stevie come arbitro speciale. Se Abyss avesse usato le puntine come arma, sarebbe stato squalificato. | 11:03  |
| 8        | Kurt Angle ha sconfitto Matt Morgan | Single match | 14:45  |
| 9        | A.J. Styles (c) ha sconfitto Sting | Single match per il titolo TNA World Heavyweight Championship                                                                      | 13:52  |
|          | (c) = campione in carica al momento dell'inizio del match | |        |